# チチブ

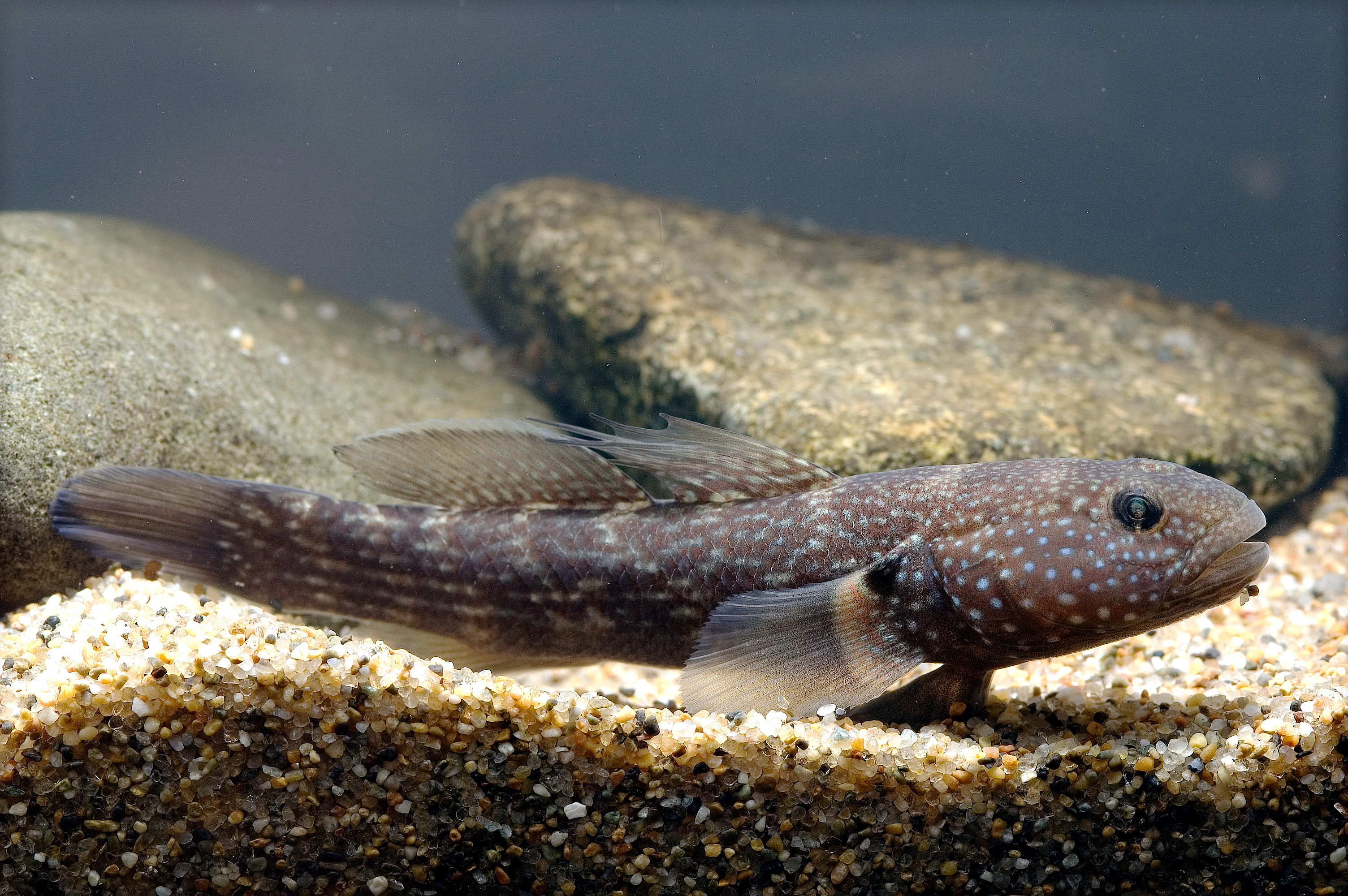
ヌマチチブ。胸鰭つけ根に黄斑と橙色線があり、背中の小斑点が等間隔に並ぶ

チチブ（知知武、英: Dusky tripletooth goby、学名: Tridentiger obscurus）は、スズキ目ハゼ科に分類されるハゼの一種。別名チチカブリ（鱅）。東アジア温帯域の淡水・汽水域で見られるハゼで、地方によっては食用に漁獲される。同属でよく似たヌマチチブ（T. brevispinis）とは、学術的な調査等を除けば区別されないことが多い。

## 特徴
成魚は全長8センチメートルほどで、他のハゼ類と比較して太く短い体形をしている。頭部は丸く胴体も円筒形だが、尾部は側扁する。口は大きく、両顎には細かい歯が2列に並ぶ。第一背鰭の棘条は糸状に長く伸びる。
頭部の頬には小さな白斑、胸鰭のつけ根に白っぽい帯模様がある。体色は褐色の地に白斑が散在し、脇腹に黒い縦帯が入る状態が多いが、興奮すると全身が黒くなったり明色になったりする。

### 生態
本州（主に青森県陸奥湾東部から）・四国・九州・朝鮮半島・沿海地方に分布し、隠岐・壱岐・対馬・五島といった周辺の離島でも見られる。川と海を往来する両側回遊魚だが、鹿児島県池田湖では陸封されており、海に下ることなく個体群が維持されている。孵化仔魚は全長3.2 - 3.7ミリメートル（ヌマチチブは2.5 - 2.7ミリメートル）で、1ヶ月ほどは海や湖で浮遊生活を送る。体長13 - 14ミリメートルで底生生活に移り、1年で成熟する。寿命は1年で、産卵後にはオスメスとも死んでしまう。
内湾や河口の汽水域・純淡水域に生息する。純淡水域を好むヌマチチブとは棲み分けるが、チチブが純淡水域まで遡る、また逆にヌマチチブが汽水域に出現する例もある。転石やコンクリートブロックのある隠れ場所の多い区間を好み、空き缶やパイプなどゴミの中の空間に潜んでいることもある。アベハゼほどではないが水の汚れにも強く、海に面した都市の港や川でも見られる。食性は雑食性で、藻類や小動物を食べる。
東京湾沿岸では水温20℃を超える5 - 9月が産卵期となる。オスは石の下などに巣を作り、その周囲を縄張りとする。メスが近づくと巣に誘い、天井に産卵させる。1匹のオスが複数のメスに産卵させる例も多い。産卵・受精後はオスが巣に残り、孵化まで卵を保護する。

### 類似種、近似種
チチブ属8種（7種とも）のうち、日本の淡水域にはチチブ、ヌマチチブ、ナガノゴリの3種が分布する。このうちナガノゴリは南西諸島産で他2種と明らかに分布が異なるが、チチブとヌマチチブは分布域が重複している。利用の際にはこの2種を区別しないことが多い。
ヌマチチブ T. brevispinis Katsuyama,Arai et Nakamura,1972
全長15センチメートルに達しチチブより大型になること、背中の小斑点が等間隔に並ぶこと、胸鰭つけ根の白っぽい帯模様の中に橙色の線が入ることなどで区別できる。サハリン・北海道から九州・壱岐・対馬・朝鮮半島・中国まで分布する。成魚は川の中流 - 下流域に生息するが、汽水域で見られることもある。
シロチチブ T.nudicervicusTomiyama,1934全長7センチメートルほど。瀬戸内海や有明海に流れる川の汽水域や河口、干潟に生息する。準絶滅危惧。
ナガノゴリ T. kuroiwae Jordan et Tanaka,1927
全長10センチメートルほど。屋久島・種子島から西表島までの南西諸島だけに分布し、九州以北や台湾以西での記録はない。成魚は河川に生息する。

## 人間との関係
地方によっては幼魚が食用に漁獲され、佃煮、卵とじ、天ぷら、吸い物、味噌汁など様々な料理に利用される。成魚はマハゼ釣りなどの外道として釣れるが、利用される機会は幼魚より少ない。ブラックバス等の魚食魚を釣る生き餌として利用されることもある。
四万十川では川を遡上するヌマチチブなどの小型ハゼ類を漁獲するために、「ガラ曳き」または「ゴリガラ曳き」という伝統漁法が伝えられている。これはサザエの貝殻を縄にたくさん繋いだもので川底をこするように曳き、ハゼ類を網に追い込むというものである。食用以外にペットとして飼育もできるが、自分より小さい動物を積極的に捕食すること、排他性が強く他魚を追い回すことから単独飼育が望ましい。

### 地方名
クロゴリ（秋田）ゴロ、クロゴロ（茨城）ダボハゼ（関東・東海）グズ（新潟・富山）イモゴリ（石川）カワハゼ（和歌山）チチコ（和歌山・高知）ドンコ、カジカ（愛媛）ゴモ（鹿児島）など、地方名は数多い。
標準和名「チチブ」は、高知県において本種やヌマチチブの成魚を指す呼称として使われる。同地域では幼魚を「ゴリ」と呼ぶ。

## 参考画像

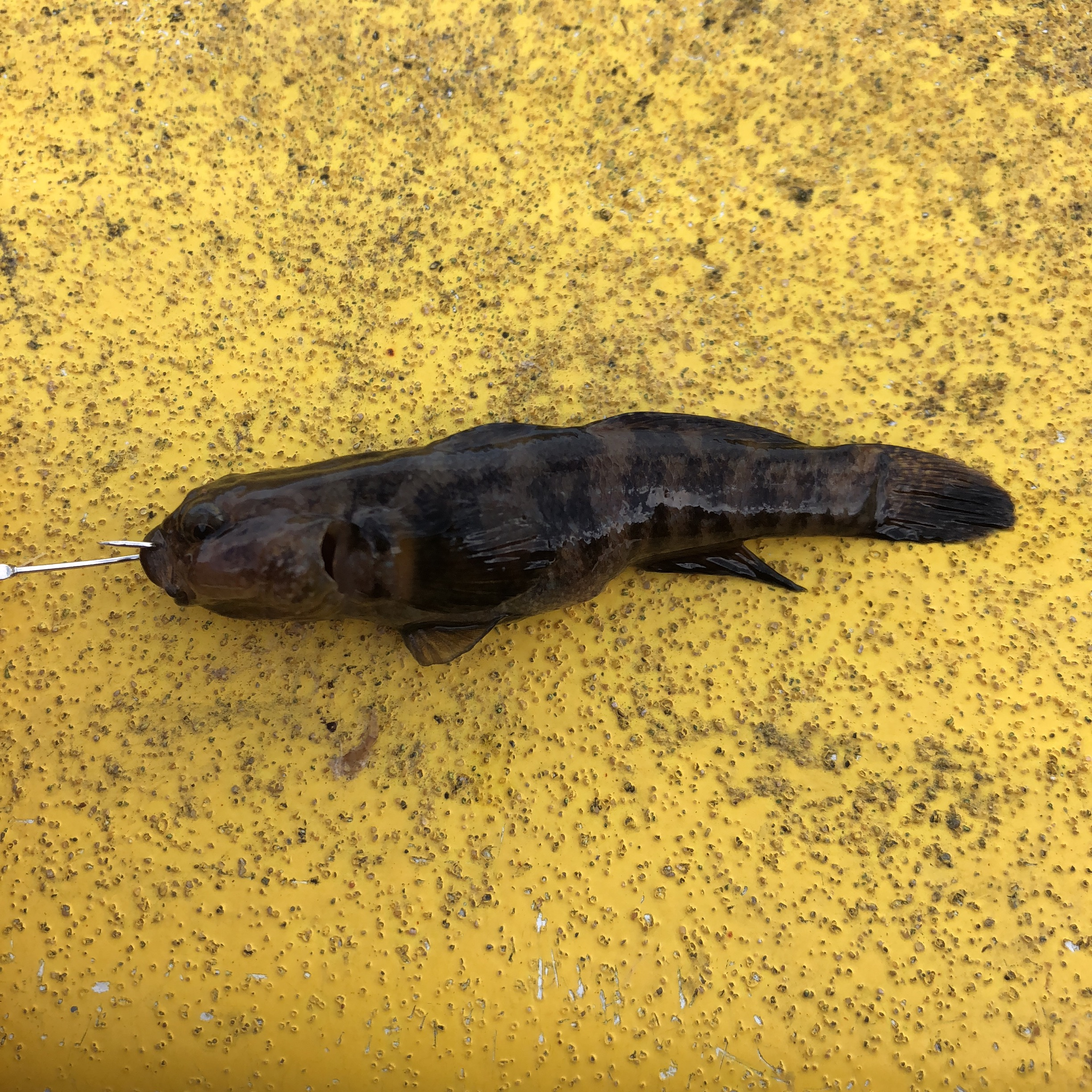
チチブ 2018.9.11 波崎新港
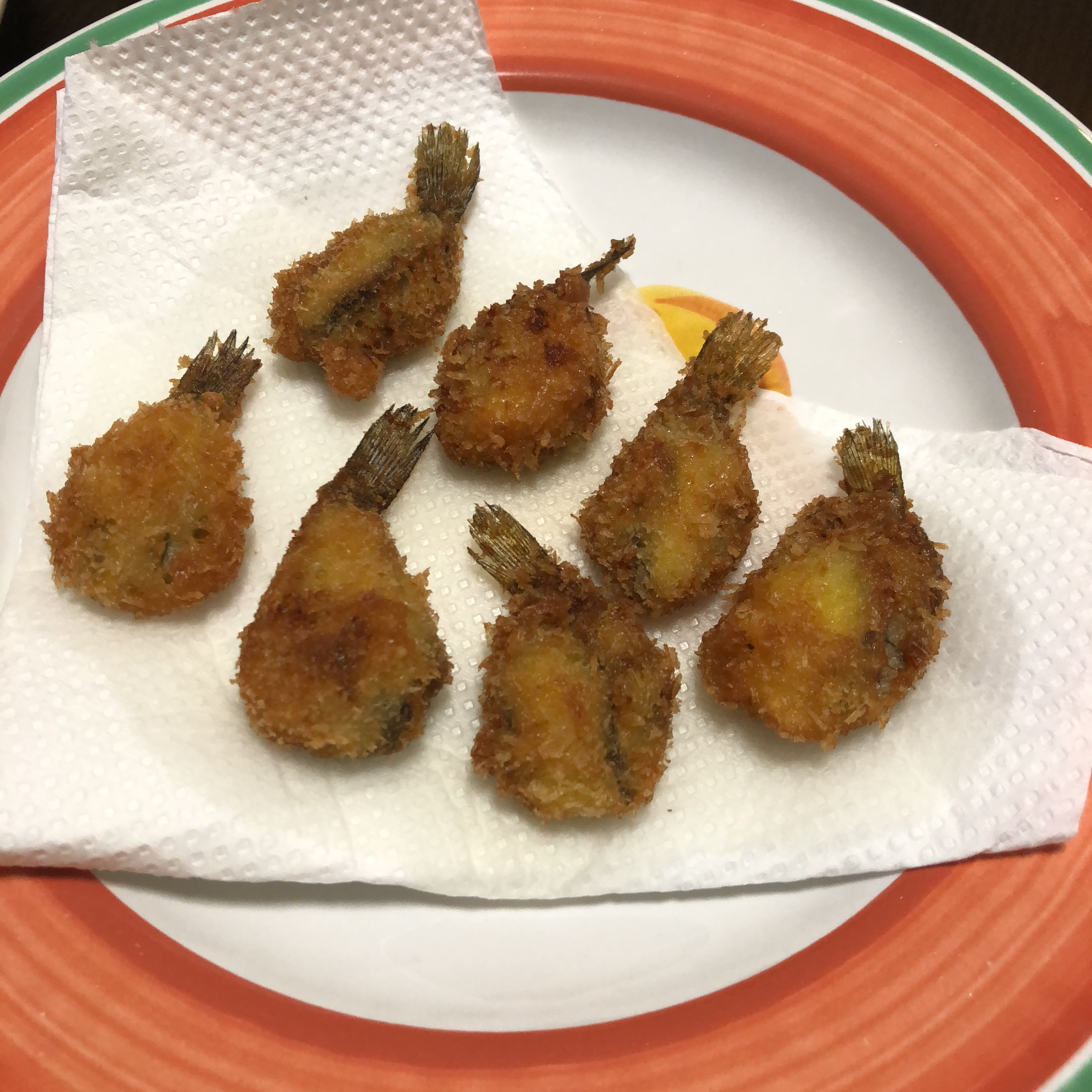
チチブのフライ